# Lausanne Cités
Lausanne Cités est un hebdomadaire gratuit d'information lausannois, né en 1980 de la fusion de Lausanne-Informations et de 24-Cités. Il paraît chaque mercredi et est distribué en caissettes et dans toutes les boîtes aux lettres de Lausanne et de son agglomération ainsi que dans les districts de Morges et du Gros-de-Vaud.

## Histoire
En 2000, pour fêter ses vingt ans, il a créé le plus grand journal du monde, inscrit au Guinness des records et présenté à Lausanne sous chapiteau[réf. nécessaire].
Jusqu'en 2018, le journal était détenu à 50 % par SPN SA (appartenant à Jean-Marie Fleury) et à 50 % par Tamedia (tout comme Genève Home Informations). En avril 2018, Tamedia annonce son projet de vendre ses parts au groupe Zeitunsghaus AG de Christoph Blocher,. En mai 2018, l'éditeur Jean-Marie Fleury annonce qu'il exerce son droit de préemption et rachète la totalité des actions, empêchant ainsi la prise de contrôle de Zeitunsghaus AG,. Il explique ce choix par des raisons sentimentales envers ces deux titres et la volonté de préserver l'indépendance éditoriale du quotidien, quel que soit le parti politique concerné.

## Identité visuelle

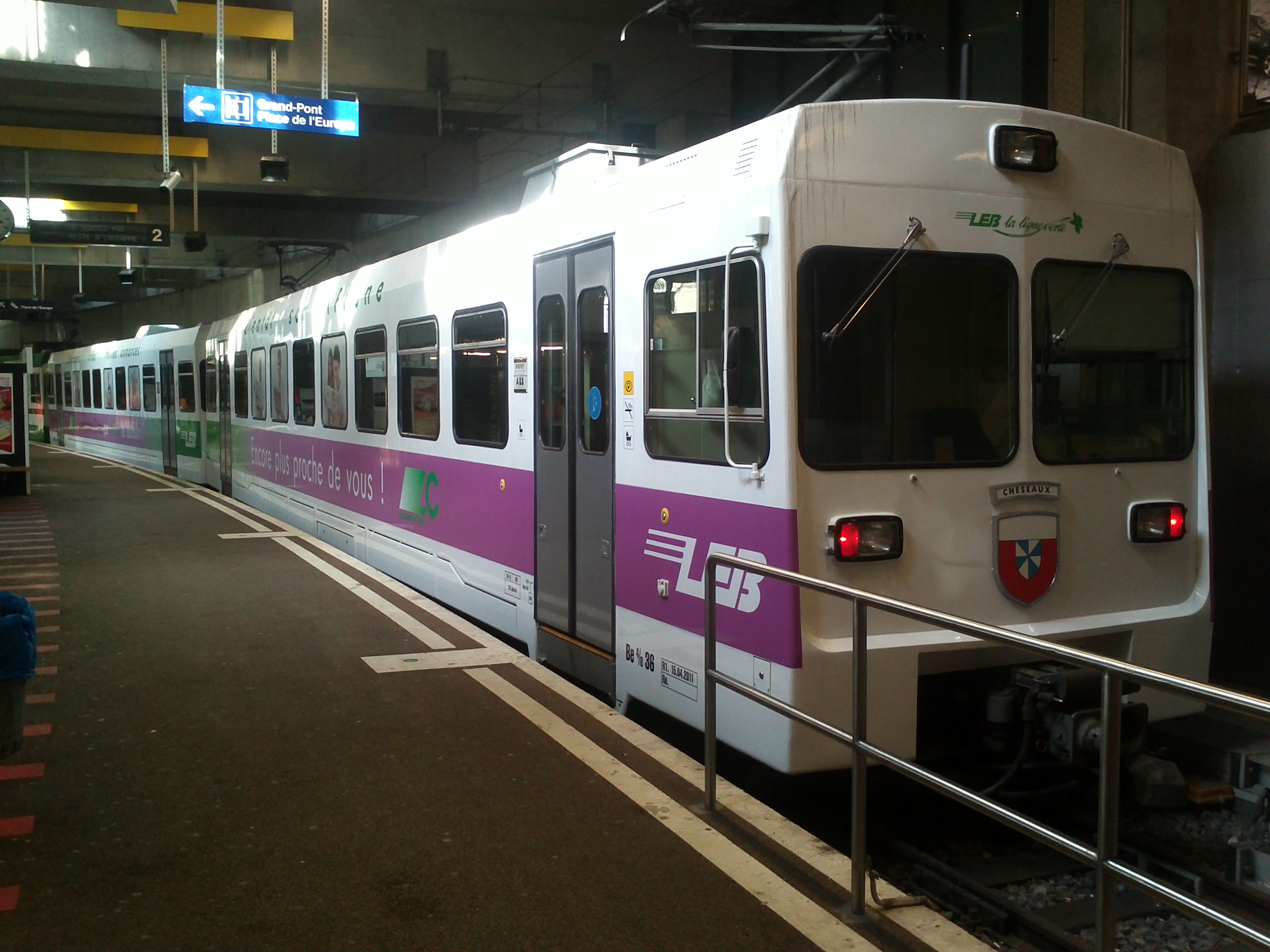
Be 4/8 no 36 du LEB portant la livrée publicitaire à l'identité visuelle de Lausanne-Cités.

En 2012, Lausanne Cités fait apposer une livrée publicitaire à son identité visuelle sur une rame du LEB.
En septembre 2016, le journal se dote d'un nouveau site mobile pour ses articles rédactionnels.